# Empire Mark I
Empire Mark I is het eerste studioalbum van Empire, de opvolger van Flash. Leider Peter Banks en zijn vriendin Sydney Foxx hadden een aantal musici gerekruteerd, voornamelijk uit de band ZOX and The Radar Boys. Met die mensen hadden de twee al opgetreden, vandaar dat Phil Collins (drummer bij ZOX) nog een partijtje meespeelde op dit album. Het album werd opgenomen in het najaar van 1974 in de CBS Studio in Londen. Banks en Foxx probeerden behalve een Britse release ook een Amerikaanse release te krijgen hetgeen mislukte. Het stel vertrok daarop definitief naar de Verenigde Staten.
In de muziek zijn nog invloeden te horen van eerdere bands van Banks, Yes en Flash. In Shooting Star zijn tokkelgeluiden op de gitaar te horen, die meer doen denken aan Banks opvolger bij Yes, Steve Howe. ook in dit nummer een optreden van Gopal. Het album lag meer dan twintig jaar op de plank voordat het verscheen. 

## Musici
- Peter Banks – zang, gitaar
- Sydney Foxx – zang
- John Giblin – basgitaar
- Jakob Magnusson – toetsinstrumenten
- Preston Heyman – slagwerk

Met
- Phil Collins – slagwerk, achtergrondzang
- Sam Gopal – tabla

## Muziek
| Nr. | Titel                                                     | sub titel                                                              | Duur  |
| --- | --------------------------------------------------------- | ---------------------------------------------------------------------- | ----- |
| 1.  | Out of our hands (Banks (muziek), Foxx (tekst))           |                                                                        | 5:40  |
| 2.  | More than words (Banks (muziek), Foxx (tekst))            |                                                                        | 7:40  |
| 3.  | Someone who cares (Banks (muziek), Foxx (tekst))          |                                                                        | 7:01  |
| 4.  | For a lifetime (Banks (muziek), Foxx (tekst))             |                                                                        | 2:44  |
| 5.  | Hear my voice on the radio (Banks (muziek), Foxx (tekst)) |                                                                        | 3:30  |
| 6.  | Shooting star (Banks (muziek), Foxx (tekst))              | 1.From the top 2. Common ground 3.Iceland on the rocks 4.Shooting star | 13:00 |
| 7.  | Sky at night (Banks (muziek), Foxx (tekst))               |                                                                        | 9:36  |